# Top Chef
Top Chef é um reality competitivo americano que estreou em 8 de março de 2006, no Bravo. O reality apresenta chefs competindo uns contra os outros em vários desafios culinários. Eles são julgados por um painel de chefs profissionais e outros notáveis da indústria de alimentos e vinhos com um ou mais competidores eliminados em cada episódio. O show é produzido pela Magical Elves Productions, a mesma empresa que criou o Project Runway.
O programa gerou várias séries de spinoffs, incluindo o Top Chef Masters, apresentando chefs premiados; e Top Chef: Just Desserts, com chefs de confeitaria. Outro programa, Top Chef Junior, com participantes no início da adolescência, estreou em outubro de 2017 na Universal Kids. Várias adaptações internacionais do Top Chef também foram produzidas.

## Temporadas
1ª Temporada

A primeira temporada deste programa foi estreada em 8 de Março de 2006 até 24 de Maio de 2006, foi realizada em São Francisco, na Califórnia. A final foi realizada em Las Vegas e o vencedor desta temporada foi Harold Dieterle que competiu na final com Tifanni Faison. A apresentadora desta temporada foi Katie Lee Joel, que foi acompanhada por Tom Collichio (juiz principal) e por Gail Simmons (Food and Wine Magazine).Esta temporada teve 12 episódios mais 1: a reunião - episódio onde todos os participantes se reúnem e falam sobre a série e relembram momentos que passaram.

Participantes
- Stephen Asprinio, Las Vegas, Nevada
- Andrea Beaman, New York, New York
- Harold Dieterle, New York, New York
- Tiffani Faison, Las Vegas, Nevada
- Brian Hill, Los Angeles, Califórnia
- Candice Kumai, Pasadena, Califórnia
- Kenneth Lee, Los Angeles, Califórnia
- Dave Martin, Long Beach, Califórnia
- Miguel Morales, New York, New York
- Lisa Parks, Los Angeles, Califórnia
- Cynthia Sestito, East Hampton, New York
- Lee Anne Wong, New York, New York

### Sequência de eliminação
| Chef     | 1    | 2    | 3    | 4    | 5    | 6    | 7    | 8   | 9    | 10 | 11  | 12  | Comments                                                 |
| -------- | ---- | ---- | ---- | ---- | ---- | ---- | ---- | --- | ---- | -- | --- | --- | -------------------------------------------------------- |
| Harold   | WIN  | IN   | LOW  | HIGH | LOW  | IN   | HIGH | LOW | HIGH |    | IN  | WIN | Vencedor de Top Chef Temporada 1                         |
| Tiffani  | HIGH | IN   | LOW  | WIN  | WIN  | HIGH | HIGH | LOW | LOW  |    | IN  | OUT | eliminada: Final (2)                                     |
| Dave     | IN   | LOW  | LOW  | IN   | WIN  | LOW  | WIN  | LOW | WIN  |    | OUT |     | eliminado: Final (1)                                     |
| Lee Anne | IN   | IN   | LOW  | IN   | HIGH | WIN  | LOW  | LOW | OUT  |    |     |     | eliminada: Napa’s Finest                                 |
| Stephen  | HIGH | HIGH | IN   | LOW  | HIGH | HIGH | LOW  | OUT |      |    |     |     | eliminado: Wedding Bell Blues                            |
| Miguel   | IN   | WIN  | WIN  | IN   | LOW  | LOW  | OUT  |     |      |    |     |     | eliminado: Restaurant Wars                               |
| Andrea   | LOW  | OUT  | IN   | HIGH | LOW  | OUT  |      |     |      |    |     |     | eliminada: Food of Love and Guess Who’s Coming to Dinner |
| Lisa     | IN   | LOW  | IN   | LOW  | OUT  |      |      |     |      |    |     |     | eliminada: Blind Confusion                               |
| Candice  | LOW  | IN   | IN   | OUT  |      |      |      |     |      |    |     |     | eliminada: Food on the Fly                               |
| Brian    | IN   | HIGH | OUT  |      |      |      |      |     |      |    |     |     | eliminado: Nasty Delights                                |
| Cynthia  | IN   | LOW  | LEFT |      |      |      |      |     |      |    |     |     | voluntariamente saiu do programa                         |
| Ken      | OUT  |      |      |      |      |      |      |     |      |    |     |     | eliminado: Who Deserves To Be Here                       |

(WINNER) Vencedor do Top Chef.
(WIN) O chefe ganhou o desafio de eliminação.
(HIGH) O chefe ficou entre os melhores no desafio de eliminação mas não ganhou.
(LOW) O chefe ficou entre os piores no desafio de eliminação mas não foi eliminado.
(OUT) O chefe perdeu o desafio de eliminação e foi eliminado.
(QUIT) O chefe teve/quis que sair do programa.
(IN) O chefe que continuou na competição, não foi mau nem bom.

2ª Temporada

Esta temporada foi estreada a 18 de Outubro de 2006 até 03 de Janeiro de 2007, foi realizada em Los Angeles, Califórnia. Na final, no Havai, participaram Ilan Hall contra Marcel Vigneron, acabando por ganhar Ilan. Nesta temporada a apresentadora foi Padma Lackshmi e também foi nas seguintes e acompanhada pelos outros juízes referidos acima. Nesta temporada houve 12 episódios mais um a reunião. Pela primeira vez foi votado pelo público em "Favorito dos Fãs" e quem ganhou foi Sam Talbot, que acabou em terceiro lugar. O prémio é de 10 mil dólares.
Participantes
- Elia L. Aboumrad, Las Vegas, Nevada
- Otto Borsich, Las Vegas, Nevada
- Marisa Churchill, San Francisco, California
- Cliff Crooks, West Caldwell, New Jersey
- Carlos Fernandez, Fort Lauderdale, Florida
- Betty Fraser, Los Angeles, California
- Mia Gaines-Alt, Oakdale, California
- Ilan Hall, New York City, New York
- Michael Midgley, Stockton, California
- Josie Smith-Malave, Brooklyn, New York
- Emily Sprissler, Las Vegas, Nevada
- Suyai Steinhauer, New York City, New York
- Sam Talbot, New York City, New York
- Frank Terzoli, San Diego, California
- Marcel Vigneron, Las Vegas, Nevada

| Chef    | 1    | 2    | 3    | 4    | 5    | 6    | 7    | 8    | 9    | 10  | 11 | 12  | 13  | Comments                          |
| ------- | ---- | ---- | ---- | ---- | ---- | ---- | ---- | ---- | ---- | --- | -- | --- | --- | --------------------------------- |
| Ilan    | WIN  | IN   | IN   | IN   | WIN  | IN   | IN   | HIGH | LOW  | IN  | IN | IN  | WIN | Vencedor do Top Chef Temporada 2  |
| Marcel  | LOW  | IN   | IN   | HIGH | IN   | HIGH | IN   | HIGH | LOW  | IN  | IN | IN  | OUT | eliminado: Final (2)              |
| Sam     | IN   | IN   | HIGH | LOW  | HIGH | IN   | LOW  | WIN  | HIGH | LOW | IN | OUT |     | eliminado: Final (1)              |
| Elia    | HIGH | IN   | IN   | IN   | LOW  | WIN  | WIN  | LOW  | HIGH | IN  | IN | OUT |     | eliminada: Final (1)              |
| Cliff   | IN   | IN   | HIGH | LOW  | HIGH | IN   | LOW  | LOW  | IN   | LOW | DQ |     |     | Desqualificado: Abuso das Regras  |
| Michael | IN   | IN   | LOW  | LOW  | HIGH | LOW  | IN   | LOW  | WIN  | OUT |    |     |     | eliminado: Unhappy Customers      |
| Betty   | HIGH | WIN  | WIN  | HIGH | LOW  | LOW  | HIGH | HIGH | OUT  |     |    |     |     | eliminada: Seven                  |
| Mia     | HIGH | IN   | IN   | LOW  | LOW  | IN   | HIGH | QUIT |      |     |    |     |     | Desistiu: Espírito Natalício      |
| Frank   | IN   | LOW  | LOW  | WIN  | IN   | IN   | OUT  |      |      |     |    |     |     | eliminado: The Raw and the Cooked |
| Carlos  | LOW  | IN   | IN   | LOW  | LOW  | OUT  |      |      |      |     |    |     |     | eliminado: Thanksgiving           |
| Marisa  | IN   | LOW  | IN   | LOW  | OUT  |      |      |      |      |     |    |     |     | eliminada: Social Service         |
| Josie   | IN   | IN   | IN   | IN   | OUT  |      |      |      |      |     |    |     |     | eliminada: Social Service         |
| Emily   | IN   | IN   | OUT  |      |      |      |      |      |      |     |    |     |     | eliminada: Food for the People    |
| Otto    | LOW  | QUIT |      |      |      |      |      |      |      |     |    |     |     | Desistiu: Justiça                 |
| Suyai   | OUT  |      |      |      |      |      |      |      |      |     |    |     |     | eliminada: Into the Fire          |

(WINNER) Vencedor do Top Chef.
(WIN) O chefe ganhou o desafio de eliminção.
(HIGH) O chefe ficou entre os melhores no desafio de eliminação mas não ganhou.
(LOW) O chefe ficou entre os piores no desafio de eliminação mas não foi eliminado.
(OUT) O chefe perdeu o desafio de eliminação e foi eliminado.
(QUIT) O chefe teve/quis que sair do programa.
(IN) O chefe que continuou na competição, não foi mau nem bom.
3ª Temporada
A terceira temporada foi passada em Miami, na Florida. Esta temporada estreou no dia 13 de Junho de 2007 e acabou em 29 de Agosto de 2007. Nesta temporada Padma Lackshmi foi a apresentadora e o júri continuou o mesmo. Hung Huynh foi o vencedor da final e tornou-se Top Chef, derrotando na final Dale Levitski e Casey Thompson. A final da 3ª Temporada passou-se em Aspen, no festival anual de comida e vinho. Casey Thompson foi votada como "Favorita dos Fãs".

Concorrentes
- Clay Bowen, Santa Barbara, California
- Sandee Birdsong, Miami Beach, Florida
- Micah Edelstein, Boca Raton, Florida
- Camille Becerra, Brooklyn, New York
- Lia Bardeen, Brooklyn, New York
- Joey Paulino, New York, New York
- Sara Nguyen, Chicago, Illinois
- Tre Wilcox, Cedar Hill, Texas
- Howie Kleinberg, Miami, Florida
- Chris "C.J." Jacobsen, Venice, California
- Sara Mair, Miami, Florida
- Brian Malarkey, San Diego, California
- Casey Thompson, Dallas, Texas  -  Runner-up / Fan Favorite
- Dale Levitski, Chicago, Illinois -  Runner-up
- Hung Huynh, Las Vegas, Nevada - Winner

## Progresso dos Concorrentes
| Episode           | 1     | 2    | 3     | 4     | 5    | 6     | 74   | 83 | 9                       | 10    | 11   | 12   | 13    | Finale    |
| ----------------- | ----- | ---- | ----- | ----- | ---- | ----- | ---- | -- | ----------------------- | ----- | ---- | ---- | ----- | --------- |
| Quickfire Winner2 | Micah | Hung | Brian | Casey | Joey | Casey | Dale | CJ | Dale Howie Hung Sara M. | Brian | Hung | Hung | Casey | None      |
| Hung              | HIGH  | IN   | IN    | HIGH  | LOW  | LOW   | HIGH | IN | HIGH                    | LOW   | HIGH | WIN  | IN    | WINNER    |
| Dale              | LOW   | IN   | HIGH  | LOW   | IN   | HIGH  | IN4  | IN | HIGH                    | LOW   | HIGH | LOW  | WIN   | RUNNER-UP |
| Casey             | IN    | IN   | IN    | LOW   | LOW  | HIGH  | LOW  | IN | LOW                     | WIN   | WIN  | HIGH | IN    | RUNNER-UP |
| Brian             | LOW   | WIN  | LOW   | HIGH  | IN   | IN    | HIGH | IN | LOW                     | LOW   | LOW  | HIGH | OUT   |           |
| Sara M.           | IN    | IN   | LOW   | LOW   | IN   | LOW   | HIGH | IN | WIN                     | HIGH  | LOW  | OUT  |       |           |
| CJ                | IN    | IN   | LOW   | IN    | IN   | WIN   | LOW  | IN | LOW                     | HIGH  | OUT  |      |       |           |
| Howie             | LOW   | LOW  | WIN   | LOW   | WIN  | LOW   | LOW  | IN | HIGH                    | OUT   |      |      |       |           |
| Tre               | WIN   | LOW  | IN    | IN    | IN   | WIN   | WIN  | IN | OUT                     |       |      |      |       |           |
| Sara N.           | IN    | HIGH | IN    | IN    | LOW  | IN    | OUT  |    |                         |       |      |      |       |           |
| Joey              | IN    | LOW  | IN    | LOW   | HIGH | OUT   |      |    |                         |       |      |      |       |           |
| Lia               | IN    | IN   | LOW   | WIN   | OUT  |       |      |    |                         |       |      |      |       |           |
| Camille           | IN    | IN   | IN    | OUT   |      |       |      |    |                         |       |      |      |       |           |
| Micah             | IN    | HIGH | OUT   |       |      |       |      |    |                         |       |      |      |       |           |
| Sandee            | IN    | OUT  |       |       |      |       |      |    |                         |       |      |      |       |           |
| Clay              | OUT   |      |       |       |      |       |      |    |                         |       |      |      |       |           |

↑Note 1 :  Episode 6 was a non-competition reunion special.

↑Note 2 :  From Episode 9 forward, the winner of the Quickfire does not receive immunity from elimination.

↑Note 3 :  No one was eliminated in Episode 8.  While Brian and Dale were brought back for the second appearance at the Judging Table, they were only there as representatives of their teams, not because they were the worst.  They were told that the judges chose to give each team a second run for this Elimination Challenge in Episode 9.

↑Note 4 :  Dale, as winner of the Quickfire, was excused from the Elimination Challenge.
     (WINNER) The chef won the season and was crowned Top Chef.
     (RUNNER-UP) The chef was a runner-up for the season.
     (WIN) The chef won that episode's Elimination Challenge.
     (HIGH) The chef was selected as one of the top entries in the Elimination Challenge, but did not win.
     (LOW) The chef was selected as one of the bottom entries in the Elimination Challenge, but was not eliminated.
     (OUT) The chef lost that week's Elimination Challenge and was out of the competition.
     (IN) The chef neither won nor lost that week's Elimination Challenge. They also were not up to be eliminated.